# Jaume Arasa i Segura
Jaume Arasa i Segura   (Freginals, 22 de juny de 1915 - el Prat de Llobregat, 13 de gener de 1979) fou un futbolista català de la dècada de 1940.

## Trajectòria
Jugava de centrecampista. Es formà al CD Prat i l'UE Prat, club on es proclamà campió de Catalunya amateur el 1939. Aquest èxit feu que l'Espanyol es fixés en ell i en el seu company Felip Ara. Va jugar al RCD Espanyol entre les temporades 1939-40 i 1942-43. Formà un brillant centre del camp al costat d'homes com Fèlix Llimós i Isidre Rovira, on Arasa cobria el costat dret. Formà part de l'equip que guanyà la segona Copa d'Espanya del club l'any 1940, així com el Campionat de Catalunya del mateix any. També disputà la final perduda davant el València CF la següent temporada. El 1943 fou fitxat pel CE Sabadell on jugà tres temporades més, la tercera cedit al Lleida Balompié. El 1946 retornà a l'AE Prat, club on havia jugat de jove.